# The Three Caballeros
Ba quý ông (tiếng Anh: The Three Caballeros) là một bộ phim hoạt hình ca nhạc dạng tuyển tập vào năm 1944 sản xuất bởi Walt Disney và phát hành bởi RKO Radio Pictures.